# Parc provincial Castle

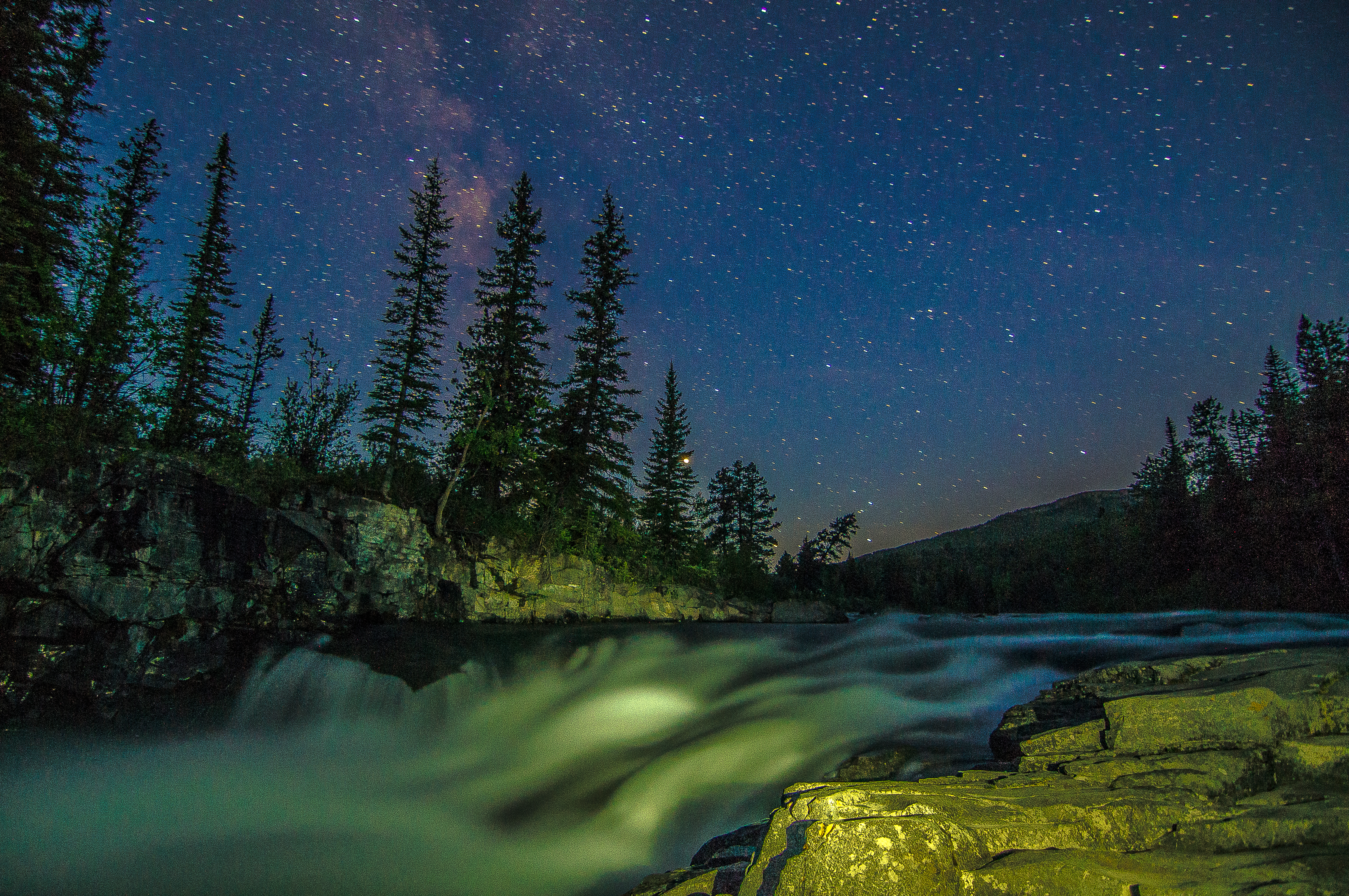
Une petite cascade, de nuit, dans le parc provincial Castle. Juin 2019.

Le parc provincial Castle (anglais : Castle provincial Park) est un parc provincial du sud de l'Alberta au Canada. Il est situé dans le district municipal de Pincher Creek No 9 au sud de Crowsnest Pass, au nord-ouest du parc national des Lacs-Waterton. Il partage une frontière avec le parc provincial sauvage Castle à l'ouest et au sud.
L'établissement du parc provincial Castle a été approuvé le 20 janvier 2017, avec une date d'entrée en vigueur du 16 février 2017. La nouvelle aire protégée aura une superficie de 25 501 ha.